# Harold Nicolson
Sir Harold George Nicolson (21 de novembro de 1886 – 1 de maio de 1968) foi um político, escritor, radialista e jardineiro britânico. Sua esposa foi Vita Sackville-West.

## Primeiros anos e educação
Nicolson nasceu em Teerã, Pérsia, o filho mais novo do diplomata Arthur Nicolson, 1º Barão Carnock. Passou sua infância em vários lugares pela Europa e Oriente Próximo, acompanhando as frequentes transferências de seu pai, incluindo São Petersburgo, Constantinopla, Madrid, Sofia, e Tânger. Foi educado na The Grange School em Folkestone, Kent, seguido pelo Wellington College. Frequentou o Balliol College, Oxford, graduando-se em 1909 com um diploma de terceira classe. Nicolson ingressou no Foreign Office no mesmo ano, após passar em segundo lugar nos exames competitivos para o Serviço Diplomático e Serviço Civil.

## Carreira diplomática

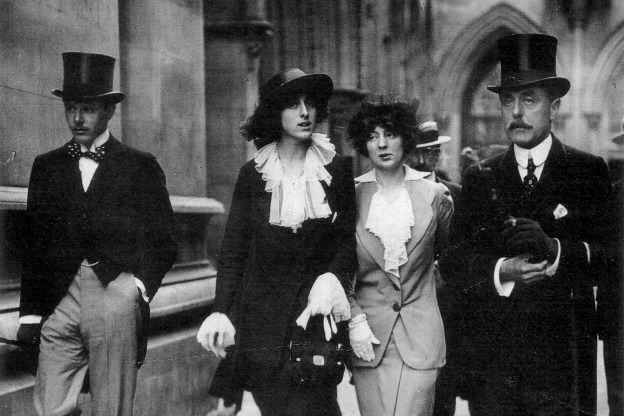
Da esquerda para a direita: Harold Nicolson, Vita Sackville-West, Rosamund Grosvenor, e Lionel Sackville-West em 1913

Em 1909, Nicolson ingressou no Serviço Diplomático de Sua Majestade. Serviu como adido em Madri de fevereiro a setembro de 1911 e como Terceiro Secretário em Constantinopla de janeiro de 1912 a outubro de 1914. Em 1913, Nicolson casou-se com a romancista e paisagista Vita Sackville-West. Nicolson e sua esposa praticavam o que hoje seria chamado de casamento aberto, com ambos tendo casos com outras pessoas do mesmo sexo.
Uma carreira diplomática era honrosa e prestigiosa na Grã-Bretanha eduardiana, mas os pais de Sackville-West eram aristocratas que queriam que sua filha se casasse com um membro de uma antiga família nobre e, portanto, deram apenas aprovação relutante ao casamento.
Durante a Primeira Guerra Mundial, Nicolson serviu no Foreign Office em Londres, período durante o qual foi promovido a Segundo Secretário. Como funcionário mais jovem do Foreign Office neste posto, coube a ele em 4 de agosto de 1914 entregar a declaração de guerra revisada da Grã-Bretanha ao Príncipe Max von Lichnowsky, o embaixador alemão em Londres. Serviu em capacidade júnior na Conferência de Paz de Paris em 1919, pela qual foi nomeado Companheiro da Ordem de São Miguel e São Jorge (CMG) nas Honras de Ano Novo de 1920. Em seu livro intitulado Peacemaking 1919, ele expressou visões críticas incluindo estereótipos raciais sobre húngaros e turcos durante o tratado de paz em Paris.
Promovido a Primeiro Secretário em 1920, foi nomeado secretário particular de Sir Eric Drummond, o primeiro Secretário-Geral da Liga das Nações, mas foi chamado de volta ao Foreign Office em junho de 1920. No mesmo ano, Sackville-West se envolveu em um relacionamento intenso com Violet Trefusis que quase arruinou seu casamento. Como Nicolson escreveu em seu diário, "Droga! Droga! Droga! Violet. Como eu a detesto". Em uma ocasião, Nicolson teve que seguir Vita para a França, onde ela havia "fugido" com Trefusis, para tentar reconquistá-la.
Nicolson não era estranho a casos homossexuais; ele era aberta, mas não publicamente, bissexual.  Entre outros, ele se envolveu em um relacionamento de longo prazo com Raymond Mortimer, a quem tanto ele quanto Vita carinhosamente se referiam como "Tray". Nicolson e Vita discutiam suas tendências homossexuais compartilhadas abertamente um com o outro, e permaneceram felizes juntos. Eram famosamente devotados um ao outro e escreveram quase todos os dias quando estavam separados devido às longas transferências diplomáticas de Nicolson no exterior ou ao desejo de viajar insaciável de Vita. Eventualmente, ele abandonou a diplomacia, em parte para que pudessem viver juntos na Inglaterra.
Em 1925, foi promovido a conselheiro e transferido para Teerã como encarregado de negócios. No mesmo ano, o General Reza Khan depôs o último Xá Cajar, Ahmad Shah Cajar, para tomar o Trono do Pavão para si mesmo. Embora não fosse inteiramente apropriado para a esposa de um diplomata estrangeiro, Sackville-West se envolveu profundamente na coroação de Reza Khan como o novo Xá. Nicolson pessoalmente não gostava de Reza Khan e o chamou de "um homem de cabeça chata com a voz de uma criança asmática".
Reza Khan não gostava da influência britânica no Irã, e depois de ser coroado Xá, ele submeteu uma "nota categórica" que exigia a "remoção dos savars [guardas montados] indianos da Pérsia". Os Savars foram usados para guardar a Legação Britânica em Teerã e vários consulados pela Pérsia, e Reza Khan sentia que ter as tropas de uma potência estrangeira cavalgando pelas ruas de sua capital era uma violação de sua soberania. Como encarregado de negócios, Nicolson estava no comando da Legação Britânica no verão de 1926 e ao receber a nota iraniana, ele correu para o Ministério das Relações Exteriores iraniano para protestar. Nicolson escrevendo em terceira pessoa afirmou que tinha um "Kipling dentro dele e algo de um 'construtor de império'" disse aos funcionários persas que a nota era "tão categórica a ponto de ser quase ofensiva" e queria que fosse retirada. Os persas declararam que a nota havia sido escrita por Reza Khan e não poderia ser retirada, mas finalmente um anexo foi adicionado à nota, que suavizou seu tom ameaçador. No entanto, para grande satisfação de Reza Khan, os britânicos tiveram que cumprir o que Nicolson chamou de uma nota "franca e honesta" retirando os savars.
No verão de 1927, Nicolson foi chamado de volta a Londres e rebaixado a Primeiro Secretário por criticar o ministro Sir Percy Loraine em um despacho. No entanto, foi transferido para Berlim como encarregado de negócios em 1928 e promovido a conselheiro novamente, mas renunciou ao Serviço Diplomático em setembro de 1929.

## Carreira política
De 1930 a 1931, Nicolson editou o "Londoner's Diary", coluna de fofocas para o jornal vespertino londrino, o Evening Standard, mas não gostava de escrever sobre fofocas da alta sociedade e renunciou em um ano.
Em 1931, juntou-se a Sir Oswald Mosley e seu recém-formado Novo Partido. Candidatou-se sem sucesso ao Parlamento pelas Universidades Inglesas Combinadas na eleição geral daquele ano e editou o jornal do partido, Action. Depois que Mosley formou a União Britânica de Fascistas no ano seguinte, Nicolson deixou de apoiá-lo.
Nicolson ingressou na Câmara dos Comuns como Membro do Parlamento (MP) do Nacional Trabalhista por Leicester West na eleição de 1935. Na segunda metade da década de 1930, foi um dos relativamente poucos MPs a alertar o país sobre a ameaça do fascismo. Mais um seguidor de Anthony Eden a esse respeito do que de Winston Churchill, Nicolson ainda era amigo de Churchill, mas não íntimo. Nicolson frequentemente apoiou os esforços de Churchill nos Comuns para endurecer a determinação britânica e apoiar o rearmamento.
Um francófilo, Nicolson era amigo íntimo de Charles Corbin, o anglófilo e anti-apaziguamento embaixador francês na Corte de São Tiago.
Em setembro de 1938, quando Neville Chamberlain retornou de Munique com sua assinatura e a de Hitler em seu acordo de "paz", a maioria dos MPs na casa se levantou em "aclamação tumultuosa", alguns como Nicolson permaneceram sentados; o MP conservador Walter Liddall sibilou para ele "Levante-se, seu bruto". Outros MPs que permaneceram sentados foram Winston Churchill (que inicialmente se levantou para chamar a atenção do Orador para falar), Leo Amery, Vyvyan Adams, Anthony Eden (que saiu "pálido de vergonha e raiva").
Em outubro de 1938, Nicolson falou contra o Acordo de Munique na Câmara dos Comuns: 

"Eu sei que aqueles de nós que acreditam nas tradições de nossa política, que acreditam que uma grande função deste país é manter padrões morais na Europa, não fazer amigos com pessoas cuja conduta é demonstravelmente má, mas estabelecer algum tipo de padrão pelo qual potências menores possam testar o que é bom na conduta internacional e o que não é - eu sei que aqueles que mantêm tais crenças são acusados de possuir a mentalidade do Foreign Office. Agradeço a Deus que possuo uma mentalidade do Foreign Office".
Em junho de 1940, Nicolson encontrou o escritor francês André Maurois na época em que a França estava à beira da derrota, o que levou Nicolson a escrever em seu diário: 

"12 de junho de 1940. Vi André Maurois pela manhã. Ele deixou Paris ontem. Disse que nunca antes em sua vida havia experimentado tanta agonia quanto quando viu Paris se aquecendo sob um lindo dia de verão e percebeu que talvez nunca mais a visse novamente. Sinto-me tão profundamente pelos franceses. Paris é para eles o que nosso campo é para nós. Se fôssemos sentir que as estradas de Devonshire, as rochas da Cornualha e nossa própria Inglaterra despretensiosa estavam todas concentradas em um local e prováveis de serem eliminadas, sentiríamos toda a dor do mundo".
Tornou-se Secretário Parlamentar e Censor oficial no Ministério da Informação no governo de unidade nacional de guerra de Churchill de 1940, servindo sob o membro do Gabinete Duff Cooper por aproximadamente um ano até ser solicitado por Churchill a deixar sua posição para dar lugar a Ernest Thurtle MP quando o Partido Trabalhista exigiu mais de seus MPs no Governo; depois disso, foi um deputado de base bem respeitado, especialmente em questões de política externa, dada sua carreira diplomática inicial e proeminente. De 1941 a 1946, também esteve no Conselho de Governadores da BBC.
Em 1944, durante a Batalha de Monte Cassino, acreditava-se amplamente (mas erroneamente) que os alemães estavam usando a abadia de Monte Cassino na Itália como posto de observação para dirigir fogo contra as forças Aliadas no vale abaixo: muitos demandavam que a abadia fosse bombardeada para salvar as vidas dos soldados aliados que tentavam avançar pelo vale para tomar as alturas de Monte Cassino, que era um ponto chave na linha Gustav. Em fevereiro de 1944, Nicolson causou controvérsia com uma coluna no The Spectator ao dizer que a arte era insubstituível, mas a vida humana era dispensável. Ele se opôs ao bombardeio da abadia de Monte Cassino e disse que era uma grande obra de arte que continha muitas obras de arte que nunca poderiam ser substituídas mesmo que isso significasse a morte de seu próprio filho, Nigel Nicolson, que estava servindo no 8º Exército enquanto lutava na Batalha de Monte Cassino, e que era moralmente melhor aceitar milhares de mortos e feridos do que destruir a abadia de Monte Cassino. Para grande desgosto de Nicolson, a abadia foi destruída por um ataque de bombardeio americano em 15 de fevereiro de 1944.
Quando Nicolson, um francófilo, visitou a França em março de 1945 pela primeira vez em cinco anos, ao pousar na França ele beijou a terra. Quando um francês perguntou ao prostrado Nicolson "Monsieur a laissé tomber quelque-chose?" ("Senhor, o senhor deixou cair alguma coisa?"), Nicolson respondeu, "Non, j'ai retrouvé quelque-chose" ("Não, eu recuperei alguma coisa"). O intercâmbio é pouco conhecido na Grã-Bretanha, mas é bem lembrado na França.
Depois de perder sua cadeira na eleição geral de 1945, juntou-se ao Partido Trabalhista, para grande desgosto de sua família, em uma tentativa mal-sucedida de conseguir um pariato hereditário de Clement Attlee; Nicolson se candidatou na eleição suplementar de Croydon North de 1948 mas perdeu mais uma vez.
Em 1960, na cúpula de Paris, Nicolson escreveu sobre o comportamento do Premier soviético Nikita Khrushchev implicando que ele estava "um pouco louco" e que o "intercâmbio de insultos não é o melhor método de conduzir relações entre estados soberanos".

## Escritor

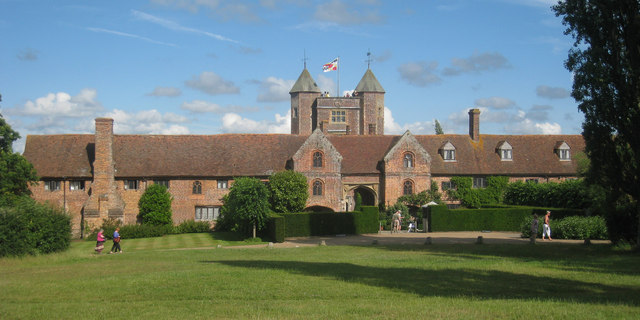
Castelo de Sissinghurst

Encorajado em suas ambições literárias por sua esposa, que também era escritora, Nicolson publicou uma biografia do poeta francês Paul Verlaine em 1921, que foi seguida por estudos de outras figuras literárias como Tennyson, Byron, Swinburne, e Sainte-Beuve. Em 1933, escreveu um relato da Conferência de Paz de Paris Peacemaking 1919.
Nicolson observou que "embora eu deteste o antissemitismo eu não gosto de judeus". Em seus diários, expressou apreensão sobre tornar a admissão como funcionário público no Foreign Office menos exclusiva: "Os judeus estão muito mais interessados na vida internacional do que os ingleses. E se abrirmos o serviço, pode ser inundado por judeus inteligentes." Tony Kushner argumentou que ele tipificava o antissemita que "alertou publicamente contra os perigos do antissemitismo em qualquer nível, mas odiava privativamente a própria presença dos judeus". Sem evidência, assumiu em seus diários em 1944 que um grupo de garotas relaxando com GIs americanos eram judias: "Sou a favor de um pouco de promiscuidade. Mas ninfomania entre judias do East End e por tais grandes somas de dinheiro me deixa enjoado."

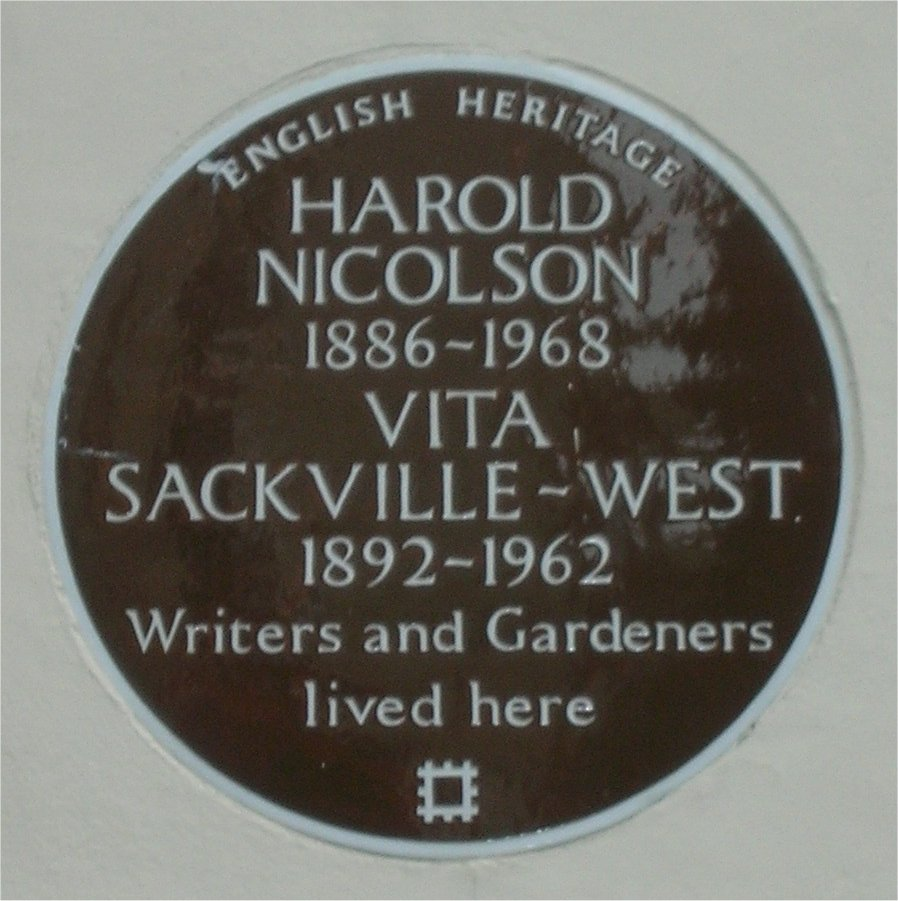
Placa comemorativa na Ebury Street, Londres

Nicolson também é lembrado por seu romance de 1932 Public Faces, que prenunciou a bomba nuclear. Um relato ficcional da política nacional britânica em 1939, conta como o Secretário de Estado da Grã-Bretanha tenta manter a paz mundial com a Real Força Aérea brandindo agressivamente aeronaves foguete e uma bomba atômica. Em termos atuais, era uma bomba de múltiplos megatons, e a geologia do Golfo Pérsico desempenhou um papel central, mas por outro lado, pessoas como Hitler não foram previstas.
Depois que a última tentativa de Nicolson de ingressar no Parlamento falhou, continuou com uma extensa agenda social e seu programa de escrita, que incluía livros, resenhas de livros e uma coluna semanal para The Spectator.
Seu diário foi descrito como um dos diários britânicos preeminentes do século XX, e uma fonte notável sobre a história política britânica de 1930 aos anos 1950, particularmente em relação ao período antes da Segunda Guerra Mundial e a própria guerra. Nicolson estava em posições altas o suficiente para escrever sobre o funcionamento dos círculos de poder e do desenrolar cotidiano de grandes eventos. Seu colega parlamentar Robert Bernays caracterizou Nicolson como sendo "uma figura nacional de segundo grau".
Nicolson foi variavelmente conhecido, associado, amigo ou íntimo de figuras políticas como Ramsay MacDonald, David Lloyd George, Duff Cooper, Charles de Gaulle, Anthony Eden e Winston Churchill, junto com uma série de figuras literárias e artísticas, incluindo C. E. M. Joad do The Brains Trust da BBC.

## Família
Ele e sua esposa tiveram dois filhos, Benedict, um historiador da arte, e Nigel, um político e escritor. Nigel posteriormente publicou obras de e sobre seus pais, incluindo Portrait of a Marriage, sua correspondência, e o diário de Nicolson.
Em 1930, Vita Sackville-West adquiriu o Castelo de Sissinghurst, perto de Cranbrook em Kent. Lá o casal criou os renomados jardins que agora são administrados pelo National Trust.

## Honras
Foi nomeado Cavaleiro Comandante da Ordem Vitoriana Real (KCVO) em 1953 como recompensa por escrever a biografia oficial de Jorge V, que havia sido publicada no ano anterior.
Há uma placa azul comemorando ele e sua esposa em sua casa na Ebury Street, Londres SW1.

## Obras
Muitos dos livros estão online.
- Paul Verlaine (Constable, 1921)
- Sweet Waters (Constable, 1921)
- Tennyson: Aspects of His Life, Character and Poetry (Constable, 1923)
- Byron: The Last Journey (Constable, 1924)
- Swinburne (Macmillan, 1926)
- Some People: Memoirs (Constable, 1927)
- The Development of English Biography (The Hogarth Press, 1927) (Hogarth Lectures No. 4)
- Swinburne and Baudelaire: The Zaharoff Lecture (The Clarendon Press, 1930)
- Portrait of a Diplomatist: Being the Life of Sir Arthur Nicolson, First Lord Carnock, and a Study of the Origins of the Great War (Houghton Mifflin, 1930) online
- People and Things: Wireless Talks (Constable, 1931)
- Public Faces: A Novel (Constable, 1932) novel
- Peacemaking 1919 (Constable, 1933) re-set 1944 online
- Curzon: The Last Phase, 1919–1925: A Study in Post-War Diplomacy (Constable, 1934)
- Dwight Morrow (Harcourt, Brace and Company, 1935)
- Politics in the Train (Constable, 1936)
- Helen's Tower (Constable, 1937)
- Small Talk (Constable, 1937)
- Diplomacy (Thornton Butterworth, 1939) (Home University Library of Modern Knowledge)
- Marginal Comment (January 6 – August 4, 1939) (Constable, 1939)
- Why Britain is at War (Penguin Books, 1939) (Penguin Specials)
- The Desire to Please: The Story of Hamilton Rowan and the United Irishmen (Constable, 1943)
- The Poetry of Byron: The English Association Presidential Address, August 1943 (Oxford University Press, 1943)
- Friday Mornings 1941–1944 (Constable, 1944)
- England: An Anthology (Macmillan, 1944)
- Another World Than This: An Anthology (Michael Joseph, 1945) ed. com Vita Sackville-West
- The Congress of Vienna: A Study in Allied Unity: 1812–1822 (Constable, 1946)
- Comments 1944–1948 (Constable, 1948)
- Benjamin Constant (Constable, 1949)
- King George V (Constable, 1952)[28]
- The Evolution of Diplomacy (Constable, 1954) – Chichele Lectures 1953
- The English Sense of Humour and other Essays (The Dropmore Press, 1946)
- Good Behaviour, being a Study of Certain Types of Civility (Constable, 1955)
- Sainte-Beuve (Constable, 1957)
- Journey to Java (London: Constable, 1957)
- The Age of Reason (1700–1789) (Constable, 1960)
- Tennyson: Aspects of his Life, Character and Poetry (Arrow, 1960) (Grey Arrow Books, no. 39)
- Monarchy (Weidenfeld & Nicolson, 1962)
- Diaries and Letters 1930–39; Diaries and Letters 1939–45; Diaries and Letters 1945–62 (Collins, 1966–68) - edited by Nigel Nicolson; Diaries and Letters 1930-1964 (Collins, 1980) - new and condensed edition

## Further reading
- Bristow-Smith, Laurence. Harold Nicolson: Half-an-Eye on History. Letterworth Press, 2014. ISBN 978-2-9700654-5-6.
- Bouverie, Tim (2019). Appeasing Hitler: Chamberlain, Churchill and the Road to War. London: The Bodley Head. ISBN 978-1847-924407
- Cannadine, David. "Portrait of More Than a Marriage: Harold Nicolson and Vita Sackville-West Revisited", from Aspects of Aristocracy, pp. 210–42. (Yale University Press, 1994), ISBN 0-300-05981-7.
- Dawkins, Charlie. "Harold Nicolson, Ulysses, Reithianism: Censorship on BBC Radio, 1931". Review of English Studies 67.280 (2016): 558–578. online
- Drinkwater, Derek. Sir Harold Nicolson & International Relations, (Oxford University Press, 2005), ISBN 0-19-927385-5.
- Faber, David (2008). Munich: The 1938 Appeasement Crisis. New York & London: Simon & Schuster. ISBN 978-1-84737-008-2
- Kershner, R. Brandon. "Harold Nicolson's Visit with Joyce". James Joyce Quarterly 39.2 (2002): 325–330. online
- Lees-Milne, James, Harold Nicolson, A Biography, (Chatto & Windus), 1980, Vol. I (1886–1929), ISBN 0-7011-2520-9; 1981, Vol. II (1930–1968),  vol 2 online
- Nicolson, Nigel. Portrait of a Marriage, (Weidenfeld & Nicolson, 1973), online
- Phillips, Adrian (2019). Fighting Churchill, Appeasing Hitler. New York & London: Pegasus Books. pp. 210–21. ISBN 978-1-64313-221-1
- Rose, Norman. Harold Nicolson (Jonathan Cape, 2005), ISBN 0-224-06218-2.
- Thirriard, Maryam. "Harold Nicolson the New Biographer". Les Grandes Figures historiques dans les lettres et les arts 6bis (2017) online.
- Young, John W. "Harold Nicolson and Appeasement", in Shaping British Foreign and Defence Policy in the Twentieth Century (Palgrave Macmillan, London, 2014) pp. 136–158 online

### Primary sources
- Rich, Margaret Sherry. "The Harold Nicolson Papers". Princeton University Library Chronicle 65.1 (2003): 105–109. online
- Nicolson, Nigel, (ed.) The Harold Nicolson Diaries 1907–1963 (Weidenfeld & Nicolson, 2004), ISBN 0-297-84764-3
- Nicolson, Nigel, (ed.) Vita and Harold. The Letters of Vita Sackville-West and Harold Nicolson 1910–1962 (Weidenfeld & Nicolson, 1992), ISBN 0-297-81182-7.